# Cimetière juif de Beyrouth
Le cimetière juif de Beyrouth ou cimetière israélite de Beyrouth est un cimetière réservé aux Juifs, situé rue Damas dans le quartier de Ras el Nabaa, de la capitale libanaise. Il accueille des sépultures depuis le début du XIXe siècle jusqu'à nos jours. Près de 4 000 personnes environ y sont enterrées.

## Personnalités enterrées
- Rabbin Moïse Yedid-Levi décédé en 1829, chef spirituel de la communauté.
- Rabbin Haïm Dana décédé en 1903, chef spirituel de la communauté.
- La famille Safra, célèbres banquiers. dont Esther Safra (1900-1943), épouse de Jacob Safra.